# Kees Verkerkbaan
De Kees Verkerkbaan is een skeeler- en ijsbaan in Puttershoek in de provincie Zuid-Holland. De baan ligt op 1,5 meter beneden zeeniveau. De ijsbaan heeft een lengte van 400 meter. In de zomer wordt de baan gebruikt om te skeeleren en in de winter wordt bij voldoende vorst de baan geprepareerd tot natuurijsbaan. De ijsbaan is in 2017 aangelegd en geopend. De gebruiker van de ijsbaan is "IJs en Skeelerclub Puttershoek". De ijsbaan is vernoemd naar de in Puttershoek opgegroeide Olympisch kampioen en tweevoudig wereld- en Europees kampioen allround schaatsen Kees Verkerk (1942).
Halverwege de baan is een oversteek gemaakt. Dat wordt gebruikt om op een baan van 200 meter grote skeelerwedstrijden te verrijden.
Vanaf het seizoen 2019-2020 zal de ijsbaan officieel meestrijden voor de organisatie van de eerste marathon op natuurijs. De KNSB heeft een aantal ijsbanen toegewezen om te strijden voor de eerste natuurijsmarathon. De overige ijsbanen die meedingen zijn: Haaksbergen, Veenoord/Nieuw-Amsterdam, Noordlaren, Arnhem en Nieuw-Buiten.
Niet-erkende ijsbanen